# Vizy Márton
Vizy Márton (Budapest, 1977. december 2.) magyar zeneszerző, dalszerző, producer, kreatív szakember. 

## Családja
Apai ágon a család a Felvidékről származik. Vizy Márton Budapesten nőtt fel egy kilencgyermekes család második gyermekeként. Nős, felesége Mocsai Júlia, Mocsai Lajos kézilabdaedző, egyetemi oktató legifjabb leánya. Gyermekeik: Margaréta (2016), Eduárd (2019), Emánuel (2021). Másodunokatestvére Kulka János színművész.

## Pályafutása
Kapcsolata a zenével 7 éves korában kezdődött, autodidakta módon tanult meg zongorázni, közben zeneiskolában 6 évig tanult csellózni, játszik gitáron is. Középiskolai tanulmányait a Piarista Gimnáziumban kezdte, majd a budakeszi Prohászka Ottokár Katolikus Gimnáziumban érettségizett.  A Pécsi Tudományegyetem Kultúratudományi Karán szerzett diplomát. 2017 óta a Pázmány Péter Katolikus Egyetem Hittudományi Karának levelező szakos hallgatója.
A hivatásos zenélés oxfordi tanulmányútját követően kezdődött el, ahonnan hazatérve 2002-ben megírta Örvendj Magyarország című dalát, amely először 2002. április 13-án a Kossuth téren milliós tömeg előtt hangzott el.
2003-2005 között írt rádióknak, televíziós filmeknek zenét, valamint egy dalt az akkor sikerei csúcsán lévő Nox zenekarnak (Tűztánc), az album közel 60 000 példányban fogyott el.
2005-ben saját kiadót alapított Mirrorstage Productions néven, amelynek első kiadványa József Attila születésének 100 éves évfordulójára készült. A lemez címe „Tűz töredéke” lett, amelyen 14 ismert József Attila-vers megzenésítése kapott helyet, amelyhez a jogokat a költő unokahúga, Makai Zsuzsa adta meg Vizy Mártonnak. A dalok zenei producere Szakos Krisztián volt.
2006-2009 között Tóth Dávid Ágoston szövegíró ötlete nyomán kezdett kialakulni koncepciója annak a József Attila-musicalnek.
2012. február 12-13-án tartották az Én, József Attila című musical premierjét a Madách Színház nagyszínpadán, dupla szereposztásban Nagy Sándor, Posta Victor, Muri Enikő, Balla Eszter, Polyák Lilla és Krassy Renáta főszereplésével. Rendezője Szirtes Tamás volt, társrendezője Szente Vajk.

## Karitatív és társadalmi tevékenységek
Országos keresztény rádió megalapításában való tevékeny részvétel.
2009 óta Szőcs Géza államtitkár majd miniszterelnöki főtanácsadó munkatársa, országosan megvalósult kezdeményezések ötletadója, aktív részese.
2010: Angyalok Erdeje – az ország legnagyobb jótékonysági és társadalmi felelősségvállalást előmozdító rendezvényének ötletgazdája és megvalósítója. 500 karácsonyfa a Felvonulási téren 500 támogatásra szoruló üggyel és 500 támogató céggel kapcsolódott össze. Az egy hónapos Angyalok Erdeje legnagyobb támogatottja a Ferences Autista Segítő Központ lett és a rendezvény utóélete sok spontán civil együttműködést indított el. Az eseményt Placido Domingo világhírű operaénekes személyesen nyitotta meg.
A Madách Színház – Én, József Attila című musicaljének zeneszerzője. Munkásságáért 2020. március 15-én megkapta a Magyar Arany Érdemkeresztet.